# Milan Knobloch
Milan Knobloch (10. srpna 1921 Královské Vinohrady – 29. března 2020) byl český sochař a především medailér.

## Mládí
Narodil se na Královských Vinohradech u Prahy rodičům pocházejících z vesnice Rodov, nyní je to součást města Smiřice v okrese Hradec Králové. Otec, zaměstnanec Pražské úvěrní banky, byl krátce po jeho narození vyslán služebně s celou rodinou do tehdejší Jugoslávie, kde malý Milan strávil prvých 6 let svého života. Během studia na gymnáziu a následně na obchodní akademii se prvotní zájem o modelování transformoval na malířství. Oceňoval hlavně velké krajináře např. Julia Mařáka, Otakara Lebedu a Antonína Slavíčka, které se snažil ve svých prvých olejomalbách napodobovat. Pro umělecký vývoj mladého Milana Knoblocha byla podstatná podpora obou rodičů projevována od útlého mládí.
Po maturitě v roce 1941 bylo jeho přání dalšího vysokoškolského studia nereálné, vysoké školy byly během 2. světové války uzavřeny. Po krátké epizodě v Zemské bance pracoval jako účetní v Karlínských kovodílnách, později byl nacistickou mocí totálně nasazen v letecké továrně Letov v Praze-Letňanech. Odsunu na nucené práce do Německa zabránila jeho dlouhodobá nemoc.

## Příprava
Po ukončení války se v letech 1945 a 1946 neúspěšně hlásil na Akademii výtvarných umění obor malířství, stejně jako na sochařství na Vysoké škole uměleckoprůmyslové. Teprve na třetí pokus byl roku 1947 přijat na AVU do třídy profesora Jana Laudy a později do tříleté speciálky profesora Otakara Španiela. Během studia vytvořil první samostatné práce: plastiku "Kapr", závěrečnou školní práci "Oštěpař" a absolventskou portrétní plastiku "Vlasta", kterou studium na AVU v roce 1953 uzavřel. Pedagogické působení Otakara Španiela mělo na Knoblochovu pozdější tvorbu nemalý vliv. Téměř deset let mu trvalo, než nalezl osobité vyjadřování ve své práci a její uplatnění ve společnosti. V té době prováděl hlavně štukatérské práce, nebo pomáhal starším kolegům.

## Umělecká tvorba
Autorovo celoživotní dílo je velmi rozsáhlé, obsahuje na 400 položek. Jeho umělecká díla jsou zastoupena například v Národní galerii v Praze, Galerii hl. města Prahy, Národním muzeu v Praze, Galerii Lyry Pragensis, Stavovském divadle v Praze, Muzeu mincí a medailí v Kremnici, Britském muzeu v Londýně, Muzeu Pařížské mincovny, Státním muzeu v Berlíně, Uměleckoprůmyslovém muzeu ve Vídni, Petrohradské Ermitáži či v Uměleckých sbírkách v Drážďanech. Tvořil až do pozdního věku.

### Medaile
Milan Knobloch je řazen k nejvýznamnějším žákům zakladatele české medailérské školy Otakara Španiela. Projevuje se to dokonalou znalostí zákonitosti při tvorbě reliéfu, zvládnutí portrétu, pečlivosti při tvorbě písma a celkovou vyvážeností kompozice. Všechny tyto přednosti vynikly hlavně při tvorbě rozměrově drobných artefaktů, při medailérství. Jednou z důležitých podmínek pro ztvárnění portrétu je nejen znalost fyziognomie, ale i vcítění se do fyziognomie a duše zobrazovaného a vystižení atmosféry doby. Při tvorbě bust nebo pamětních medailí to bylo navíc složité i proto, že šlo převážně o osoby zemřelé již před mnoha lety nebo i stoletími.
- Velkého ohlasu se dočkala např. portrétní medaile Williama Shakespeara ve Shakespearově muzeu ve Stratfordu, byla zároveň reprodukována v Encyklopedie Britannica.
- Oceňovány jsou také medaile s portréty Karla IV., Václava Hollara, Jana Keplera, Mikuláše Koperníka a Marie Curie-Skłodowské, Wolfganga Amadea Mozarta, Bedřicha Smetany, Antonína Dvořáka, Boženy Němcové, Aloise Jiráska, Karla Havlíčka Borovského, Jana Evangelisty Purkyně, Aloise Rašína, Jiřího Trnky a dalších.

### Mince
- 15 pamětních mincí zobrazuje např. Národní muzeum, Národní divadlo, Karla IV, Jana Evangelistu Purkyně, Bohuslava Martinů, Bedřicha Smetanu nrbo Otakara Španiela.
- Pamětní mince "Svatováclavská pocta Benediktu XVI." u příležitosti návštěvy papeže v České republice v roce 2009.[3]

### Sochy a pamětní desky
- Busta Aleše Hrdličky, v expozici Národní galerie umění ve Washingtonu
- Památník Dr. Aleše Hrdličky, 1969, Humpolec (ve spolupráci s architektem Josefem Bláhou)
- Bronzový památník Jana Palacha ve švýcarském městě Vevey na břehu Ženevského jezera
- Bronzový reliéfní medailon na pamětní desce Gustava Mahlera ve Hamburské státní opeře
- Mramorová busta Johannese Brahmse v Panteonu Walhalla u Řezna
- Bronzové busty W. A. Mozarta a Josefa Kajetána Tyla ve Stavovském divadle v Praze
- Pomník Bohuslava Martinů v Poličce
- Bust, reliéfů, medailonů, a pamětních desek vytvořil mnoho, např. Adolf Born, Alfons Mucha, Antonín Dvořák, Antonín Slavíček, Bohuslav Martinů, Eduard Beneš, František Křižík, František Palacký, Jan Amos Komenský, Jan Masaryk, Jindřich Honzl, Johannes Kepler, Karla Hynka Máchy, Matyáš Bernard Braun, Nikola Tesla, Otokar Březina, Tomáš Garrigue Masaryk, Václav Vilém Štech, Václav Hollar a Vojta Náprstek.

Ohlas jeho tvorby dosvědčuje vydání tří poštovních známek s jeho náměty.

## Ocenění
Roku 1964 byl Milanu Knoblochovi udělen Ministerstvem kultury Polské republiky Řád za zásluhu o kulturu, v roce 1979 získal cenu Svazu českých výtvarných umělců a Českého fondu výtvarných umění, roku 1980 byl jmenován Zasloužilým umělcem a v roce 1984 získal cenu Ministerstva kultury České republiky.

## Ukázky tvorby

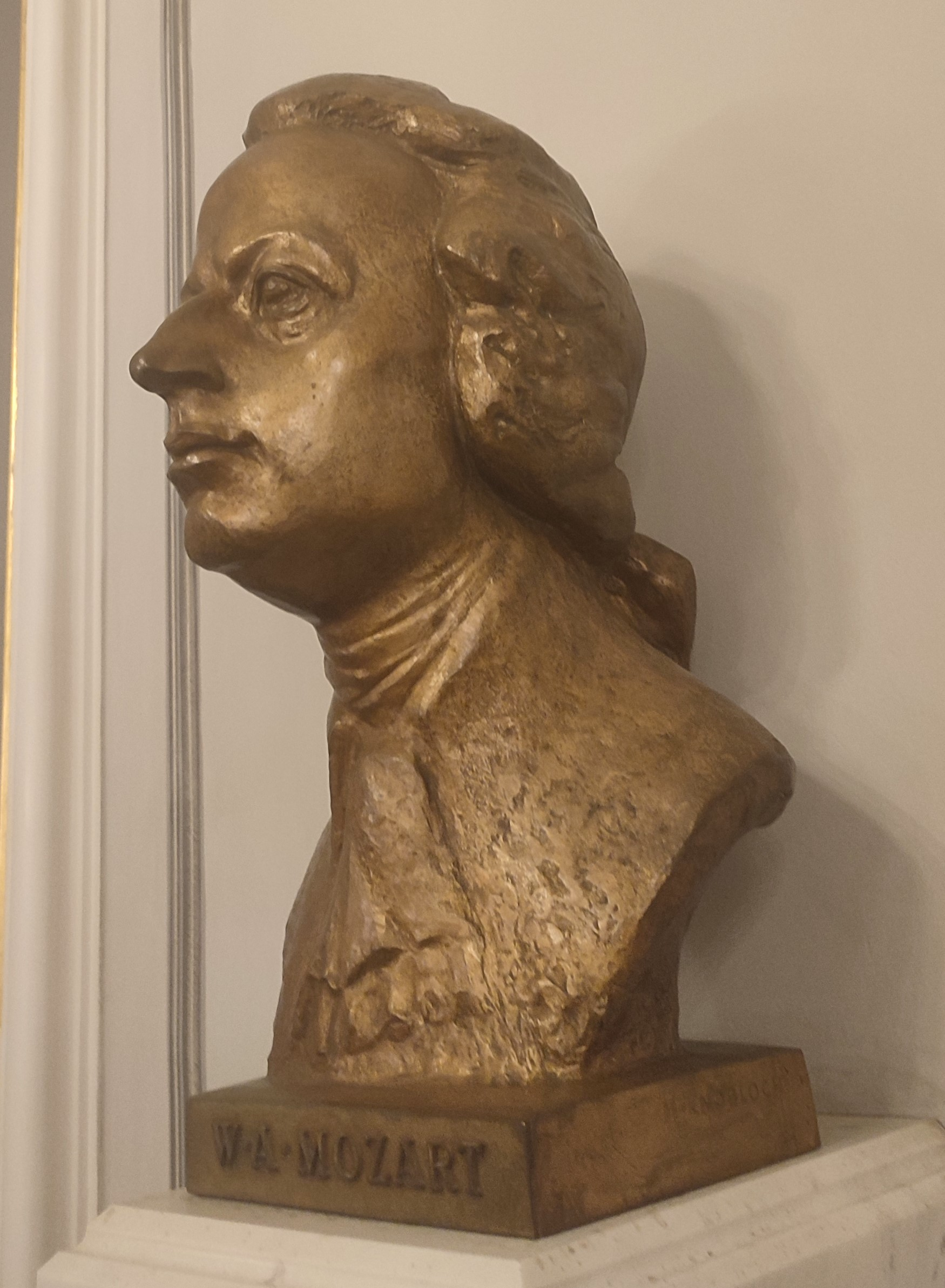
Busta W. A. Mozarta
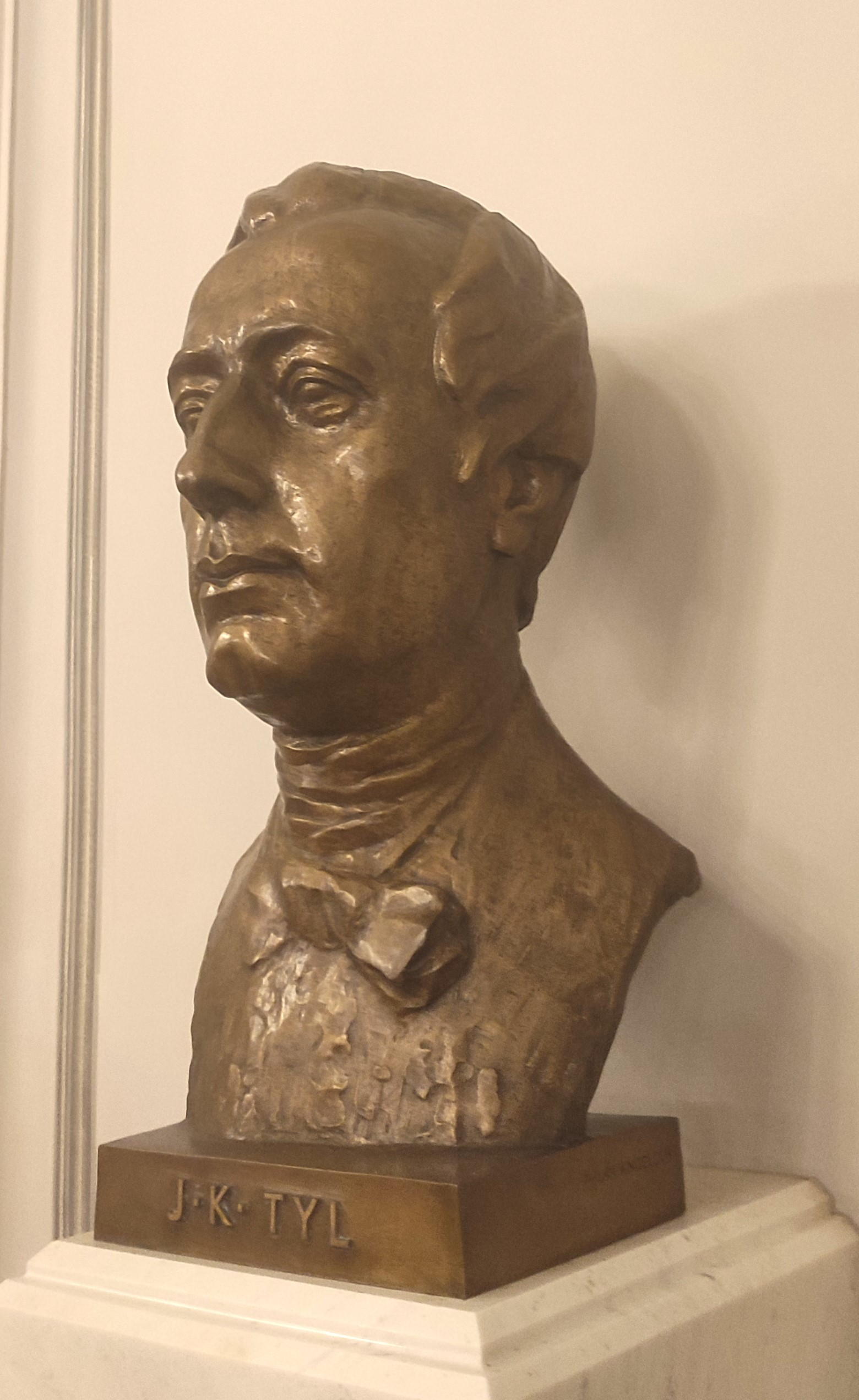
Busta J. K. Tyla
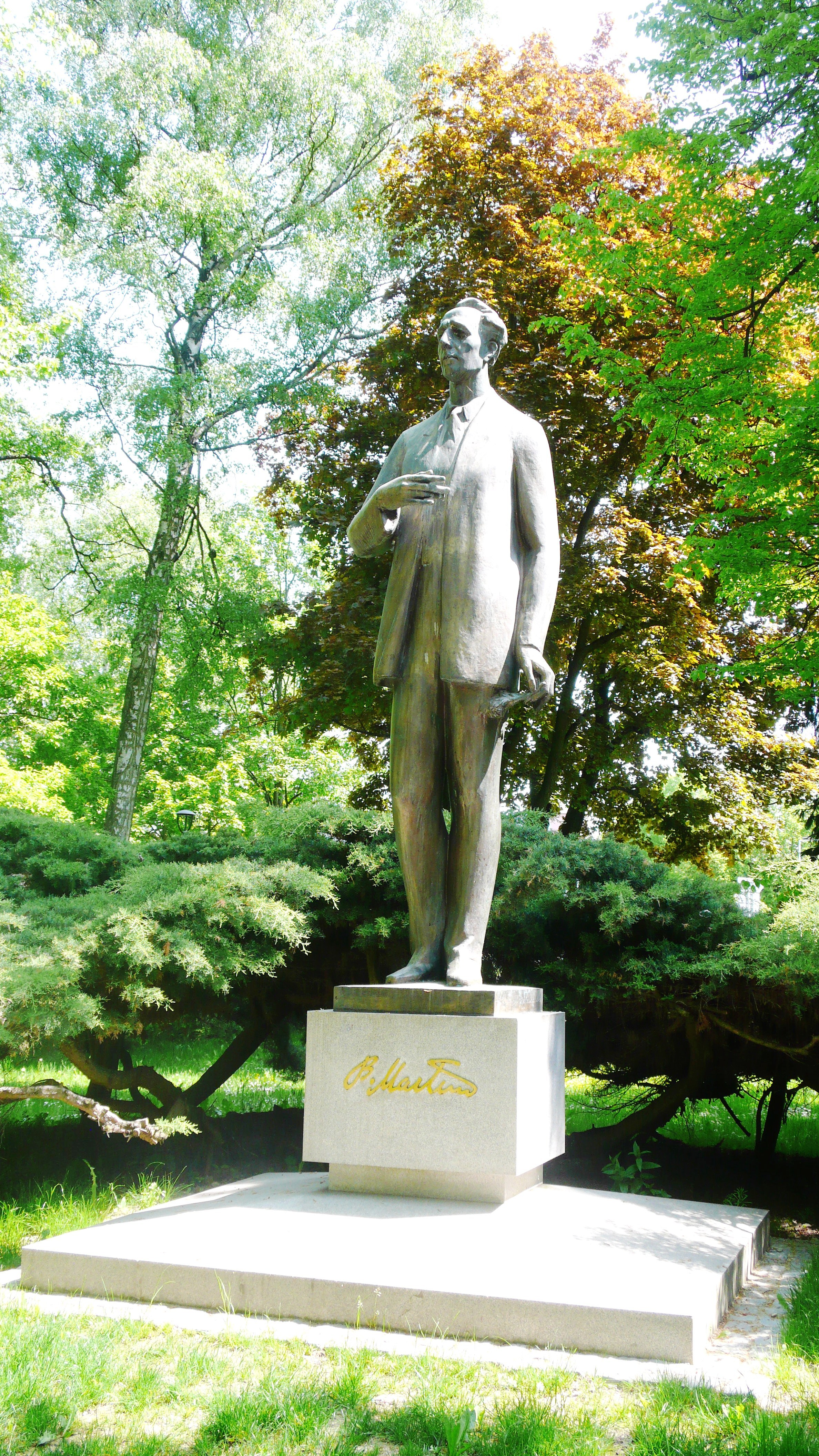
Pomník Bohuslava Martinů, Polička
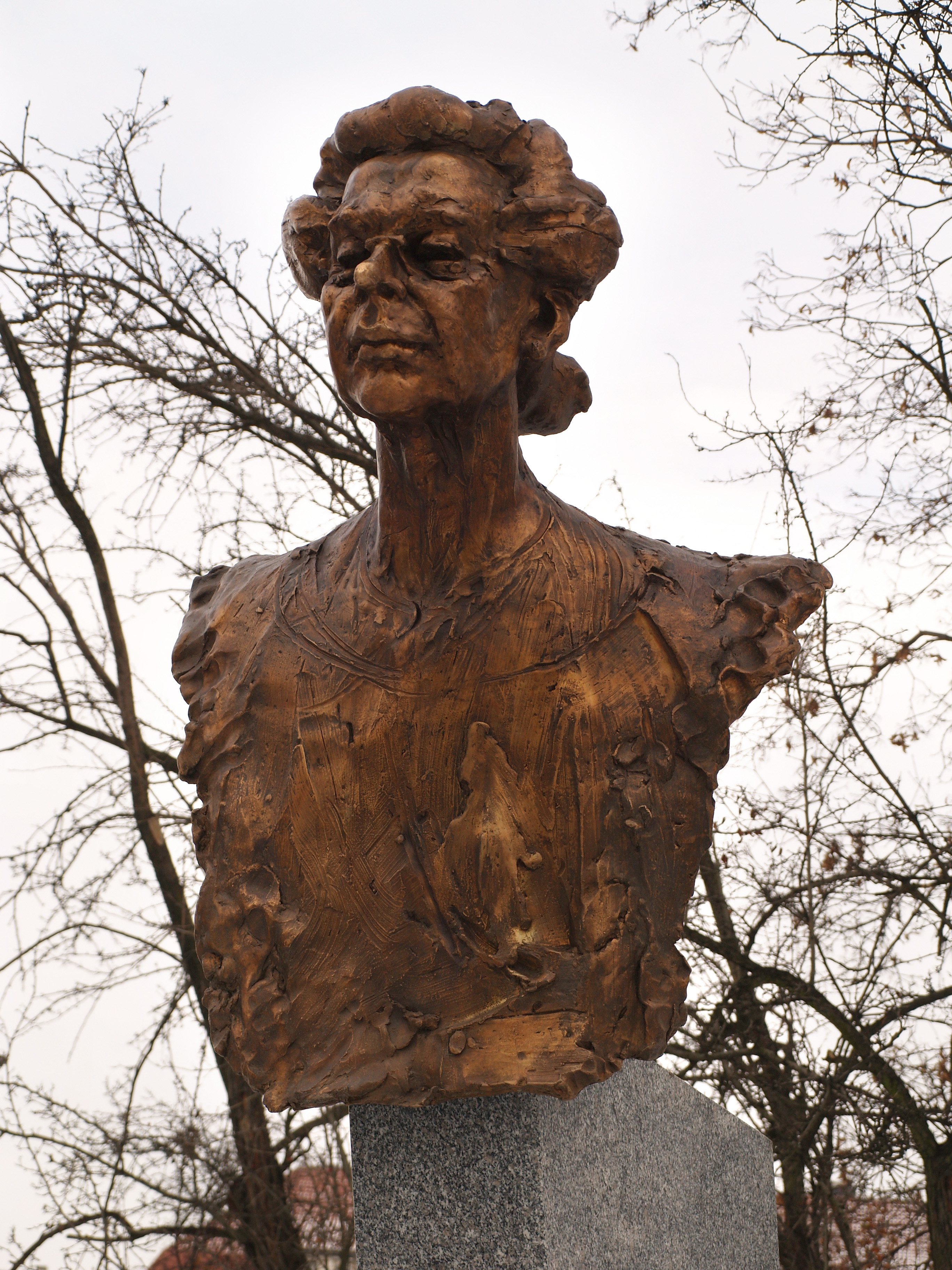
Pomník Milady Horákové v Praze na Pankráci
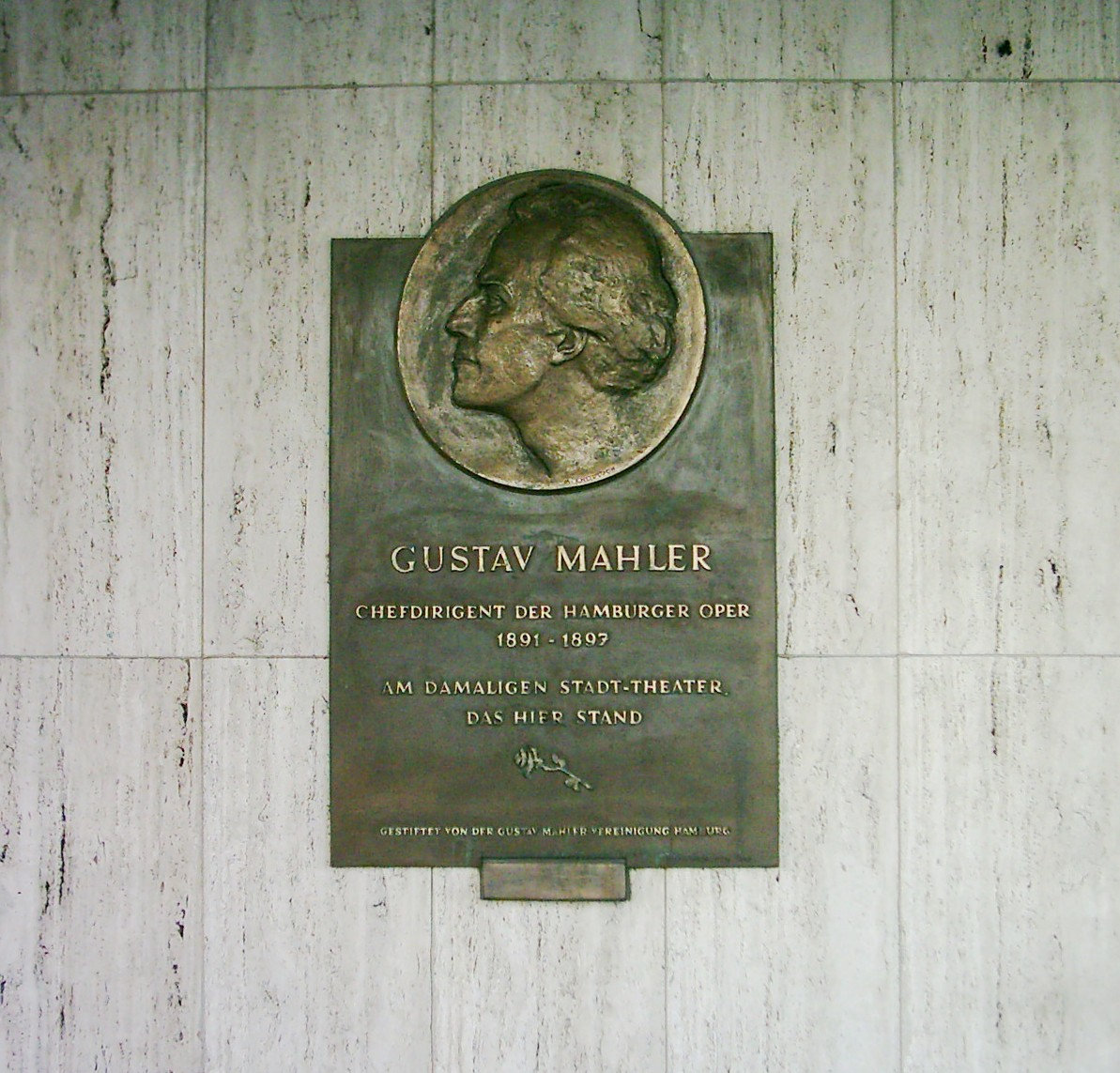
Pamětní deska Gustava Mahlera ve Státní opeře v Hamburku
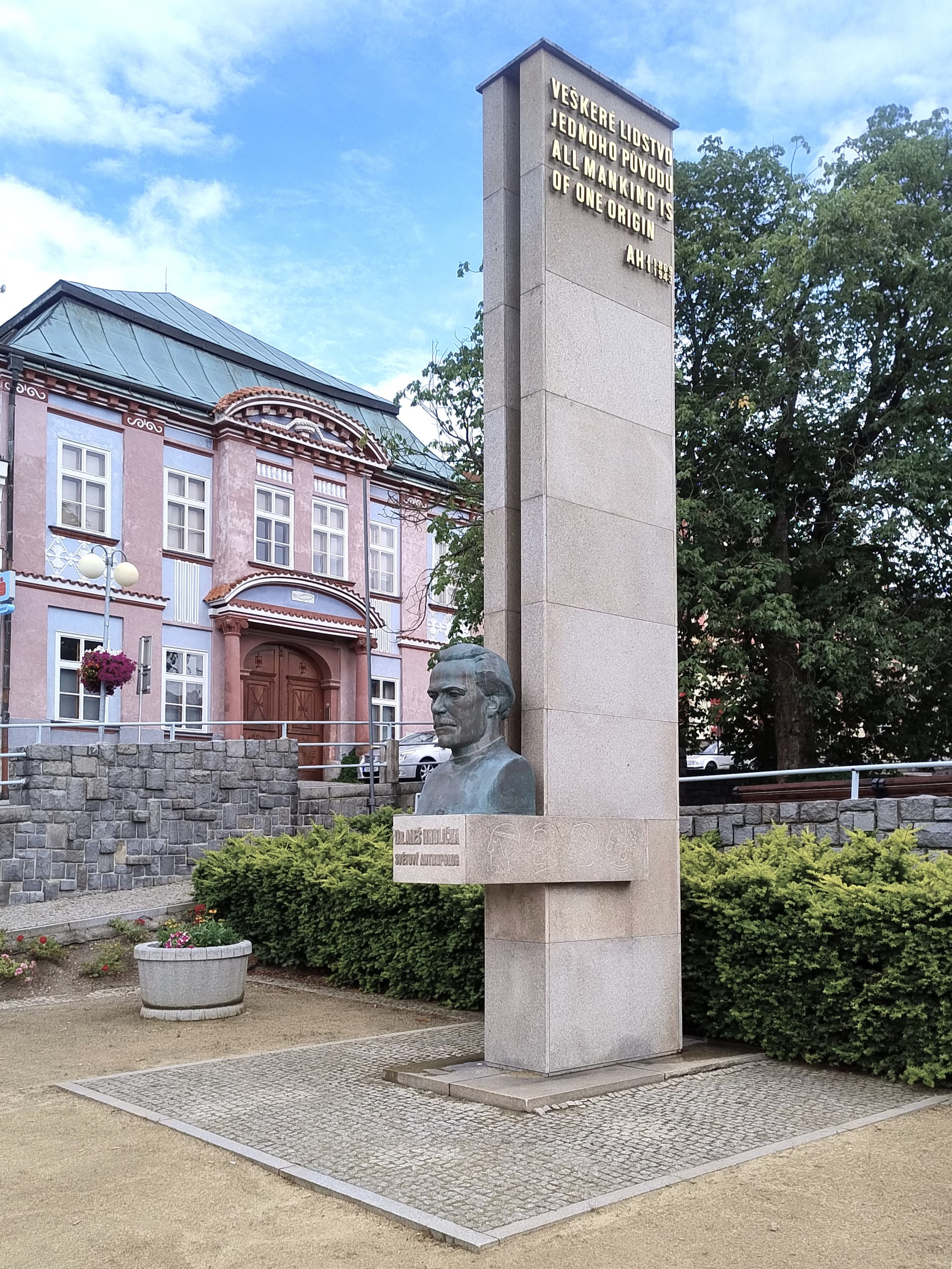
Milan Knobloch – Josef Bláha (arch.): Památník Dr. Aleše Hrdličky, 1969, Humpolec